# Christian Wilhelm Blomstrand

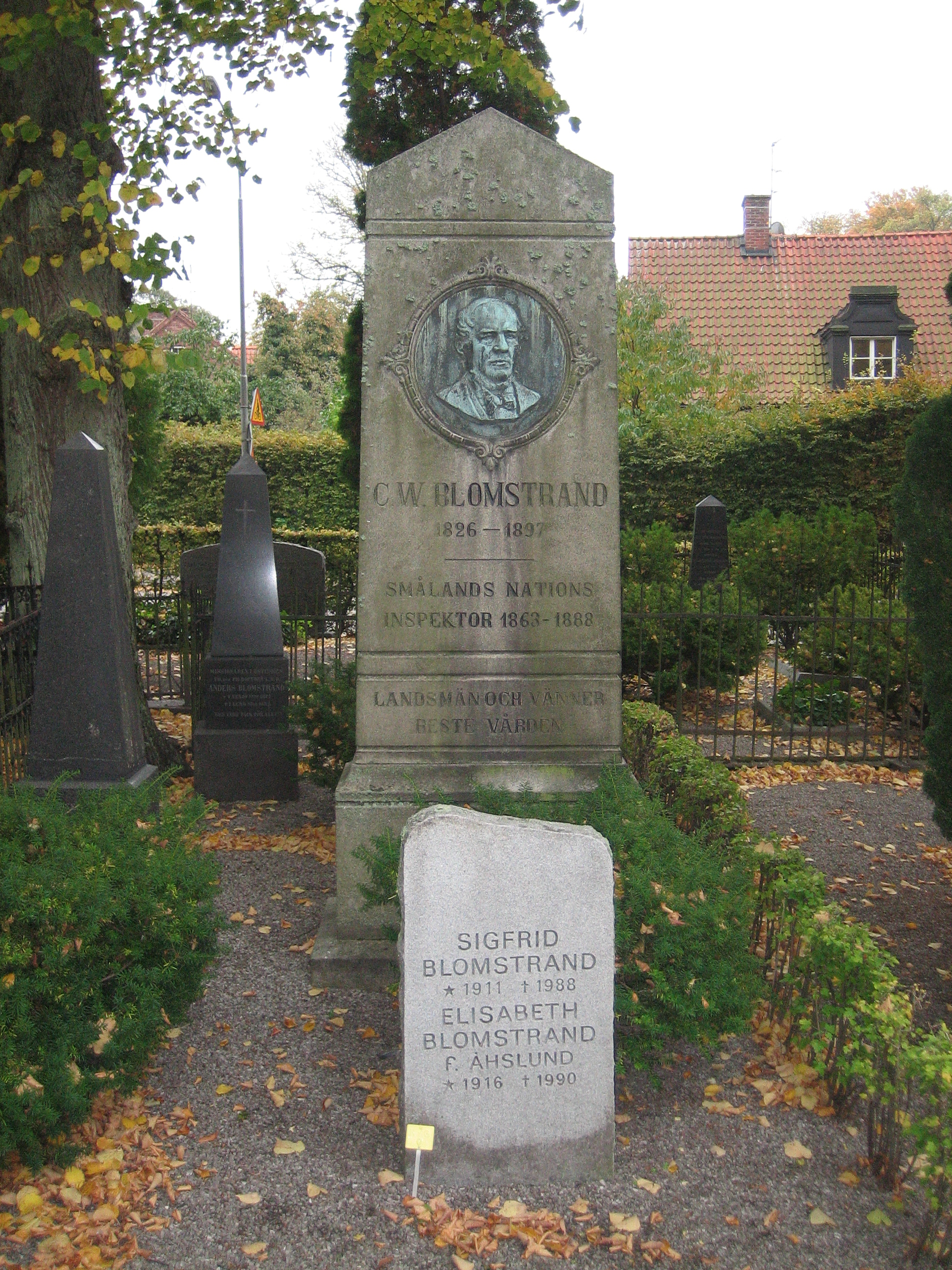
Christian Wilhelm Blomstrands grav på Östra kyrkogården i Lund.

Christian Wilhelm Blomstrand, född 20 oktober 1826 i Växjö, död 5 november 1897 i Lund, var en svensk kemist.
Blomstrand blev filosofie magister vid Lunds universitet 1850, docent i kemi 1854, adjunkt och laborator i samma ämne 1856 och var professor i kemi och mineralogi 1862–1895. Han fungerade som rektor för universitetet 1871–1872.
Blomstrand författade en stor mängd arbeten i kemi och mineralogi liksom i geologi. Bland hans kemiska skrifter kan nämnas Om några egendomliga molybdenföreningar (1857), varigenom han uppvisade tillvaron av en egenartad grupp haloidföreningar av denna metall, vilka alla innehåller tre förenade atomer molybden; vidare undersökningar över volframs klorider och bromider (1860) samt över tantalgruppens metaller (1865), varigenom de i hög grad orediga äldre uppgifterna om dessa metaller första gången utreddes, och slutligen hans arbeten om kvävets fematomighet (1869).
Blomstrand författade även flera teoretiskt kemiska arbeten, bland annat Om de organiska kropparnas konstitution (1864) och Die Chemie der Jetztzeit (1869), i vilka han lämnade en detaljerad och kritisk framställning av samtidens kemiska teorier och uttalade nya och originella åsikter över sammansättningen av flera grupper föreningar. Många av hans teoretiska åsikter, till exempel hans diazoniumformel blev sedermera allmänt antagna.
Han författade eller bearbetade även läroböcker i kemi, såsom Lärobok i oorganisk kemi (1873; tredje upplagan 1886) och Lärobok i organisk kemi (1877) samt en populär avhandling Naturens grundämnen i deras inbördes förhållande till varandra (1875). Blomstrand var den förste som i Sverige lärde och tillämpade de nyare rön i kemin, vilka uppstått i utlandet ett årtionde efter Jöns Jacob Berzelius död.
På mineralkemins område utförde han flera arbeten. Dit hör upptäckterna av mineralen manganosit, vallerit och de många nya fosfatmineralen från Västanå som till exempel augelit och berlinit. Blomstrand deltog även i en expedition till Svalbard 1861 och utgav därefter Geognostiska iakttagelser under en resa till Spetsbergen (1864).
Blomstrand var ledamot av Kungliga Vetenskapsakademien från 1861.
Christian Wilhelm Blomstrand var son till Johan Blomstrand. Han ligger begraven på Östra kyrkogården i Lund.